# Roman Pisarski

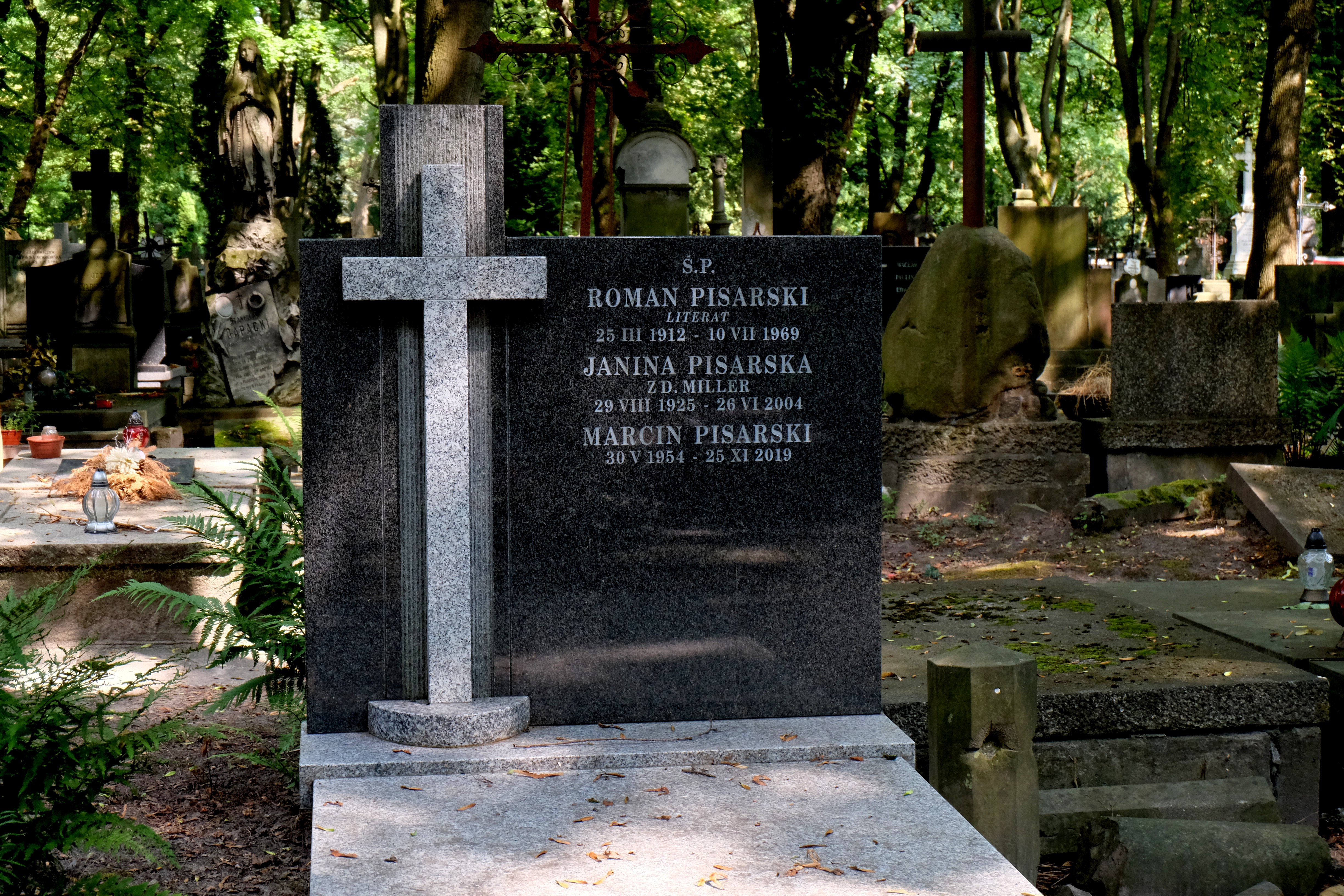
Grób Romana Pisarskiego na Cmentarzu Powązkowskim w Warszawie

Roman Maria Józef Pisarski (ur. 25 marca 1912 w Stanisławowie, zm. 10 lipca 1969 w Warszawie) – polski pisarz, autor książek dla dzieci, nauczyciel. Absolwent polonistyki na Uniwersytecie Jagiellońskim. Zadebiutował wierszem "Granica" w "Kurierze Literacko-Naukowym" (nr 18 z 1939 roku). W 1958 roku został członkiem Związku Literatów Polskich.

## Twórczość
- Podróże małe i duże (opowiadania wierszem)
- Opowieść o toruńskim pierniku (opowiadanie wierszem)
- Opowieść o Lajkoniku (opowiadanie wierszem)
- Rzekła rzepa rzepakowi (wiersze)
- Sklep zegarmistrza (opowiadanie wierszem)
- Gliniane kogutki (opowiadania wierszem)
- Kolorowa gramatyka (wiersze)
- Domy, zamki, pałace (opowiadania wierszem)
- Jak się mieszka tu i tam (opowiadania wierszem)
- Wakacje w zoo (powieść)
- Sztuczny człowiek (opowiadanie)
- O psie, który jeździł koleją (opowiadanie)
- Petros pelikan (opowiadanie)
- Straż nad Odrą
- Piernikarze z Torunia (sztuka teatralna)
- Sprzęgło czasu ([opowiadanie „Die Zeitkupplung”] publikacja jedynie w tłumaczeniu na niemiecki w antologii „Die gelbe Lokomotive”
- Śmieszne historie (wiersze)
- Na łące i na płocie (wiersze)
- Na Wroniej ulicy (wiersze)
- Zielone serce (wiersze)
- Wyrwidąb i Waligóra (opowiadanie wierszem)
- W lesie (wiersze)
- W zaczarowanym sklepie (opowiadanie wierszem)
- Szczęśliwy dzień (opowiadanie wierszem)
- Patrząc na pawia (wiersze)
- Rozmowa z lalkami (wiersze)
- Prima aprilis (wiersze)
- Weseli astronauci (wiersze)
- Port i morze (wiersze)